# 두 아들 (1971년 영화)
《두 아들》은 1971년 공개된 대한민국의 영화이다.

## 배역
- 황정순
- 신성일
- 최무룡
- 문희
- 윤정희
- 임생출
- 추봉
- 최재호
- 김기범
- 조춘
- 박동룡
- 석인수
- 조영수
- 박예숙